# Camponotus atrox
Camponotus atrox är en myrart som beskrevs av Carlo Emery 1925. Camponotus atrox ingår i släktet hästmyror, och familjen myror. Inga underarter finns listade.